# 盧卡尼夫卡
47°54′46″N 30°28′14″E / 47.91278°N 30.47056°E
盧卡尼夫卡（烏克蘭語：Луканівка）是位於烏克蘭南部尼古拉耶夫州裏五一城區的村莊，面積4.49平方公里，海拔高度86米，2001年人口1,131，人口密度每平方公里251.9人。